# Bugio
Bugio è un'isola portoghese situata nell'oceano Atlantico. Fa parte dell'arcipelago delle Isole Desertas a 25 km a sud-est dell'isola di Madera a circa 550 km dalla costa della penisola iberica e marocchina. Politicamente fa parte della regione autonoma di Madera. L'isola non è abitata e l'unica costruzione di origine umana è il faro collocato all'estremità meridionale e conosciuto come faro della Ponta da Agulha (identificativo ARLHS: MAD007). L'isola è avvicinabile solo con un permesso speciale.

## Fauna e flora
L'isola è riconosciuta a livello europeo come isola di interesse comunitario e zona di protezione speciale. È stata integrata nella rete Natura 2000, poiché in questa isola, così come nelle altre isole dell'arcipelago delle Desertas, una grossa porzione della fauna e della flora sono uniche al mondo, e ospita diversi habitat terrestri e marini importanti, tipici della Macaronesia.
Sull'isola nidifica una specie di petrello (Pterodroma feae), che vi è endemico ed è classificato a livello europeo come specie vulnerabile, pertanto, per la sua conservazione, è stato istituito il Progetto "SOS - Freira-do-Bugio".